# 장남로
장남로(Jangnam-ro)는 전북특별자치도 장수군 번암면 국포삼거리에서 장수군 산서면 이룡삼거리를 잇는 도로이다.

## 주요 경유지
전북특별자치도
- 장수군 (번암면 . 산서면)

## 노선
| 이름       | 접속 노선              | 소재지 | 소재지 | 비고 |
| ---------- | ---------------------- | ------ | ------ | ---- |
| 국포삼거리 | 국도 제19호선 (장수로) | 부안군 | 번암면 |      |
| 장남교     |                        | 부안군 | 번암면 |      |
| 장남제2교  |                        | 부안군 | 번암면 |      |
| 말치고개   |                        | 부안군 | 산서면 |      |
| 쌍계교     |                        | 부안군 | 산서면 |      |
| 신평삼거리 | 왕신로                 | 부안군 | 산서면 |      |
| 쌍계삼거리 | 성계로                 | 부안군 | 산서면 |      |
| 이룡삼거리 | 보산로                 | 부안군 | 산서면 |      |